# Karl Diller
Karl Diller (ur. 27 stycznia 1941 w Kaiserslautern) – niemiecki polityk (SPD). Od 1998 sekretarz stanu w Federalnym Ministerstwie Finansów.

## Życiorys
Z zawodu nauczyciel, ukończył Wyższą Szkołę Pedagogiczną w Landau in der Pfalz. Od 1968 członek SPD. W latach 1979–1987 był członkiem landtagu Nadrenii-Palatynatu, zaś w latach 1987–2009 członkiem Bundestagu. 27 października 1998 powołany na sekretarza stanu w Federalnym Ministerstwie Finansów w rządzie Gerharda Schrödera. Ponownie powołany na tę samą funkcję został przez Angelę Merkel 22 listopada 2005.
Karl Diller jest katolikiem, jest żonaty i ma jedną córkę.